# صفية بنت جندب
صفية بنت جندب المعروفة أيضًا باسم سُمرة بنت جنيدب هي الزوجة الأولى لعبد المطلب بن هاشم جد النبي محمد، وأم لإبنيه الحارث وقثم، ماتت قبل البعثة النبوية.

## نسبها
هي: صفية بنت جندب (أو جنيدب) بن حجير بن رئاب (أو زباب) بن حبيب بن سواءة بن عامر بن صعصعة بن معاوية بن بكر بن هوازن بن منصور بن عكرمة بن خصفة بن قيس بن عيلان بن مضر.

## زواجها
تزوجت عبد المطلب وهو شاب، ظل ابنهما الحارث الابن الوحيد لهما لعدة سنوات.

## طالع أيضًا
- عبد المطلب بن هاشم
- الحارث بن عبد المطلب
- قثم بن عبد المطلب
- ممنعة بنت عمرو
- لبنى بنت هاجر